# Probówka Eppendorfa

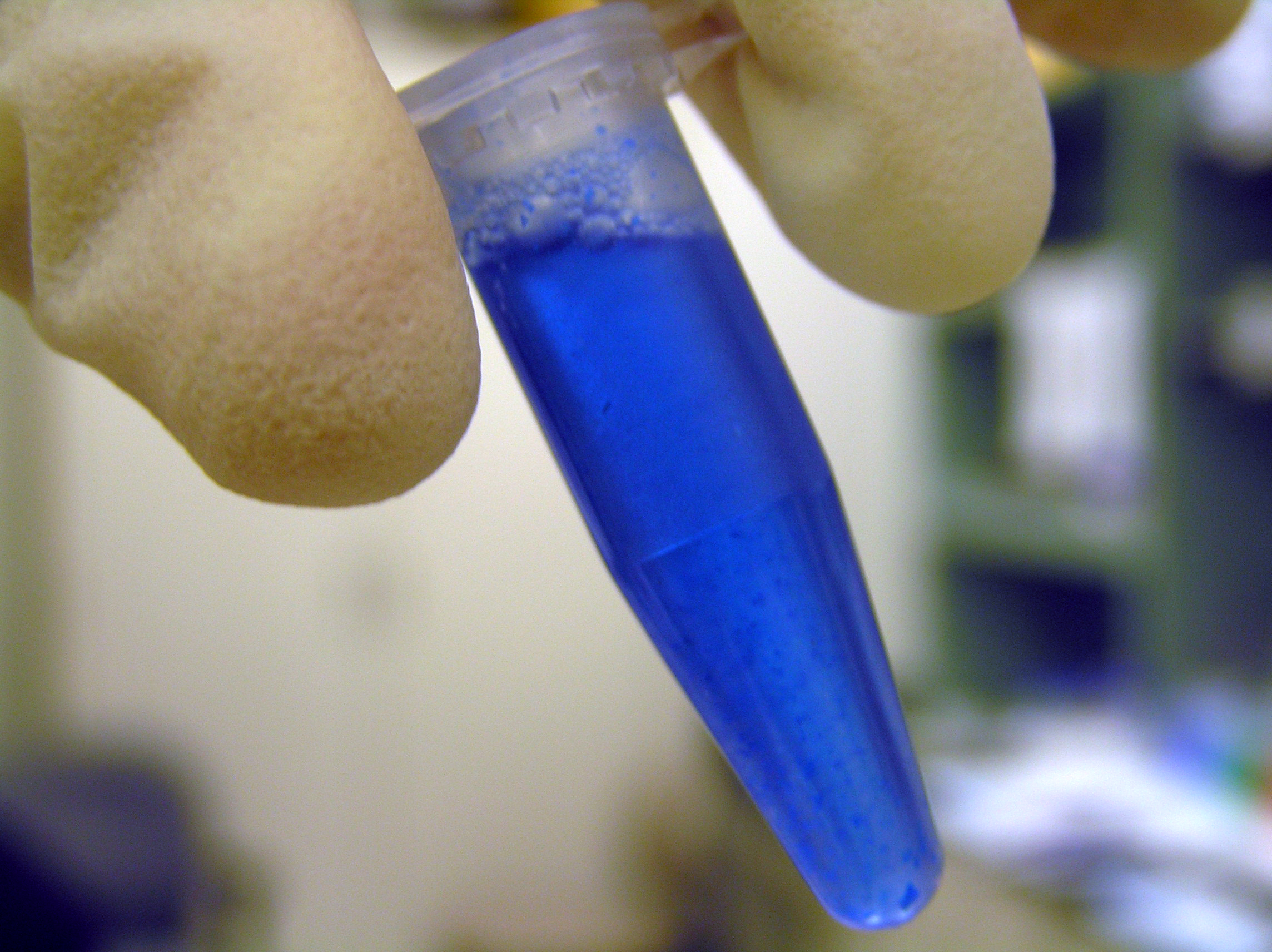
Eppendorfka z niebieskim roztworem Coomasie

Probówka Eppendorfa (pot. eppendorfka, eppendorf, epp, rzadziej eppendorfówka) – powszechna nazwa jednorazowych probówek plastikowych o małej pojemności (do 2 ml), wykonywanych zwykle z czystego, półprzezroczystego polipropylenu.
W przekroju są okrągłe i na dole zwężają się stożkowato. Posiadają zatrzaskową pokrywkę, która zamyka je dość szczelnie. Tworzywo z którego są zrobione, cechuje obojętność i wysoka oporność chemiczna (nawet na większość rozpuszczalników organicznych), wysoka odporność zarówno na wysokie (powyżej 100 °C, wytrzymałość na sterylizację termiczną), jak i niskie (ciekły azot) temperatury, z wytrzymałością na ich gwałtowne zmiany. Dodatkowo eppendorfki mają wysoką wytrzymałość mechaniczną, która pozwala przeprowadzać w nich wirowania przy siłach rzędu nawet kilkuset G. Cechy te, czynią je podstawowymi naczyniami reakcyjnymi używanymi w biochemii i biologii molekularnej. Przechowuje się w nich też różne substancje.
Eppendorfki mają pojemność od 100 μl do 2 ml, jednak najbardziej popularne są te 1,5 ml. Eppendorfki o najmniejszych pojemnościach, są zwane często peceerówkami, ponieważ zwykle wykorzystuje się je do reakcji PCR. By podczas codziennej pracy ułatwić rozróżnianie eppendorfek (np. zawierających różne próbki), są one także produkowane z kolorowego plastiku.
W drugiej połowie 2013 roku firma Eppendorf wprowadziła na rynek probówki o pojemności 5 ml. Kształtem przypominają probówki o pojemności 1,5 ml zwężając się stożkowato, jednak mają większy przekrój. Używając odpowiedniego adaptera możliwe jest wirowanie w wirówkach posiadających rotory przystosowane do probówek o pojemności 15 ml (tzw. falkony).
Eppendorfki, zależnie do czego mają służyć, są często modyfikowane do pełnienia różnych funkcji. Na przykład poprzez silikonizowanie wewnętrznych powierzchni, sterylizację, pozbawienie ich substancji pirogennych oraz kwasów nukleinowych itp.
Nazwa eppendorfka pochodzi od nazwy ich producenta – firmy Eppendorf. Pomimo tego, że obecnie ten typ probówek wytwarza wielu producentów, ich wymiary są ujednolicone do istniejących standardów, tak by eppendorfki były kompatybilne z innymi urządzeniami laboratoryjnymi, jak wirówki, termocyklery czy stojaki probówkowe.

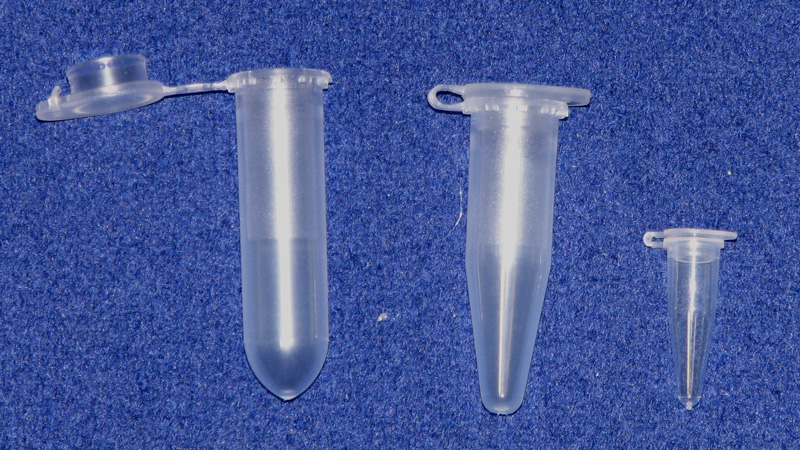
Trzy eppendorfki. Od lewej 2 ml; 1,5 ml i 200 μl „peceerówka”